# Parque Aggeo Pio Sobrinho
Parque Aggeo Pio Sobrinho é um parque da cidade de Belo Horizonte, Brasil. Implantado em 1996, por meio do Programa Parque Preservado, o Parque Municipal Aggeo Pio Sobrinho teve sua área originada do processo de parcelamento do solo que criou o Bairro Buritis, na região Oeste.
O parque ocupa uma área de 543.650 metros quadrados, de grande importância ecológica e beleza cênica, e integra parte do maciço da Serra do Curral. A vegetação nativa, correspondente a cerca de 95% do parque, é caracterizada por mata de galeria, cerrado e campo cerrado. Estes fatores fazem com que o espaço seja extremamente relevante para a conservação da biodiversidade, constituindo o segundo maior parque municipal.
O parque apresenta-se na forma de um vale, com três nascentes que formam o córrego Ponte Queimada, afluente do córrego Cercadinho, pertencente à bacia do Ribeirão Arrudas.
A cobertura vegetal é composta por espécies arbóreas como embaúba, pau-d’óleo, cedro, sangra d’água, ingá, jatobás, vinhático e jerivá.
A fauna apresenta aves como siriema, pomba-trocal, juriti, sanhaço frade, alma de gato, tesourinha, gavião-carrapateiro, sabiá, capacetinho de veludo e mamíferos como quati, tatu, mico-estrela, gambá, esquilo-caxinguelê, preá e ouriço-cacheiro.
Como opções de lazer, além do contato com a natureza, o parque oferece brinquedos, quadra poliesportiva, pista de caminhada, trilha ecológica e área de convivência.